# Броматометрія
Брома́тометрі́я (рос. броматометрия, англ. bromatometry, bromometry, нім. Bromatometrie) — титриметричний метод кількісного аналізу для визначення відновників за допомогою реакції із титрованим розчином бромату калію.

## Визначення
У присутності відновників бромат-іони відновлюються у кислому середовищі до бромід-іонів:
{\displaystyle \mathrm {BrO_{3}^{-}+6H^{+}+6e^{-}\longrightarrow Br^{-}+3H_{2}O} }
А в присутності бромідів бромати виділяють вільний бром:
{\displaystyle \mathrm {2BrO_{3}^{-}+5Br^{-}+6H^{+}\longrightarrow 3Br_{2}+3H_{2}O} }
Реакція проходить виключно у кислому середовищі. Кінцеву точку титрування визначають за появою жовтуватого забарвлення утвореного брому або за допомогою окисно-відновних індикаторів (метилоранжу, метилового червоного, індигокарміну) чи, для більшої точності, потенціометрично.

## Застосування
Броматометрія застосовується для визначення сполук Fe+2, As+3, Sb+3, Sn+2, гідразину, гідроксиламіну.
Також метод застосовується при визначенні деяких органічних сполук, що здатні заміщувати або приєднувати бром, наприклад, фенолу, аніліну, крезолу, резорцину:
При зворотньому броматометричному титруванні надлишок утвореного брому відтитровують розчиному тіосульфату натрію у присутності йодиду калію та крохмалю як індикаторів.
Інколи до броматометрії також відносять метод, за яким в вихідний досліджуваний розчин попередньо додається розчин броміду калію (бромід-броматометрія)

## Стандартизація
Згідно рекомендацій Державної фармакопеї України, бромат калію відповідає вимогам до стандартних речовин, тому його розчин готують безпосередньо з наважки твердої речовини. За необхідності можна провести додаткове уточнення концентрації наявного розчину шляхом йодометрії — відновленням бромату до броміду:
{\displaystyle \mathrm {KBrO_{3}+9I^{-}+6H^{+}\rightarrow Br^{-}+3[I_{3}]^{-}+3H_{2}O} }